# Whitney Houston (álbum)
Whitney Houston é o álbum de estreia da cantora norte-americana Whitney Houston. Foi lançado em 14 de fevereiro de 1985 pela Arista Records. Inicialmente teve uma recepção comercial lenta, mas começou a ficar mais popular no verão de 1985. Ele chegou ao topo da Billboard 200, ficando por 14 semanas em 1986, teve três singles número um – "Saving All My Love for You", "How Will I Know" e "Greatest Love of All", e tornou-se o primeiro álbum de estreia de uma artista feminina a ter três singles número um na Billboard Hot 100. O álbum liderou as paradas em muitos países, incluindo Canadá, Austrália, Noruega e Suécia, ficando em segundo lugar no Reino Unido, Alemanha e Suíça. Nos Estados Unidos o álbum foi certificado como diamante pelas mais de 10 milhões de unidades comercializadas em 16 de março de 1999, e mais tarde recebeu certificado de platina triodécupla pela Recording Industry Association of America em 29 de julho de 1999, tornando-se um dos 100 álbuns mais vendidos nos Estados Unidos, e o álbum de estreia mais vendido de uma artista feminina, tendo vendido mais de 25 milhões de cópias em todo o mundo.
Em 1986, no Grammy Awards de 1986, o álbum recebeu quatro indicações; incluindo Álbum do Ano e Melhor Performance Vocal Pop Feminino por "Saving All My Love for You", vencendo a última. No Grammy de 1987, o álbum ganhou uma indicação de Gravação do Ano por "Greatest Love of All". Em 2003, o álbum foi classificado em 254 na lista dos 500 melhores álbuns de todos os tempos da revista Rolling Stone.
Em homenagem ao seu 25º aniversário, o álbum foi relançado como "Whitney Houston – The Deluxe Anniversary Edition" em 26 de janeiro de 2010, uma edição ampliada com cinco faixas bônus incluindo a versão acappella de "How Will I Know", e um livreto que acompanha a história do álbum original, juntamente com um DVD de performances ao vivo e entrevistas da Whitney e Clive Davis. Em 30 de junho de 2020, após a celebração do 35º aniversário em fevereiro de 2020, o álbum foi relançado em vinil duplo, incluindo os singles de "Whitney Dancin' Special".

## Antecedentes

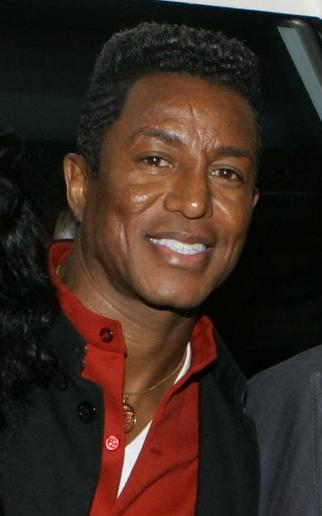
Jermaine Jackson produziu e gravou duetos com Houston para o álbum.

Depois de ver Houston se apresentar em uma boate de Nova Iorque, Clive Davis acreditava que a cantora tinha o potencial de ser a próxima grande estrela. Ele a contratou em 1983, e os dois começaram a trabalhar em seu álbum de estreia. Inicialmente, Davis teve dificuldade em encontrar canções para o disco dela. Mesmo depois da exposição em Nova Iorque e Los Angeles, muitos produtores recusaram a chance de trabalhar com Houston. Levou um ano e meio para Jerry Griffith, depois para o chefe da A&R Arista, e o ao homem que indicou Whitney a Davis, para conseguirem reunir músicas adequadas para o projeto. Finalmente, o compositor-produtor Kashif ofereceu-se para produzir "You Give Good Love". Jermaine Jackson, produziu três músicas. Narada Michael Walden veio para revisar e produzir "How Will I Know". E Michael Masser cobriu o lado pop do disco, produzindo quatro de suas próprias composições, incluindo "Saving All My Love for You" e "Greatest Love of All", que foi originalmente gravada em 1977 por George Benson. Após dois anos de gravação, o álbum ficou pronto, tendo um orçamento de 200 mil dólares para a produção, acabou custando quase 400 mil dólares.

## Recepção crítica
| Críticas profissionais        | Críticas profissionais |
| Avaliações da crítica         | Avaliações da crítica  |
| Fonte                         | Avaliação              |
| ----------------------------- | ---------------------- |
| AllMusic                      | [ 24 ]                 |
| Entertainment Weekly          | A-                     |
| Los Angeles Times             | [ 26 ]                 |
| PopMatters                    | 7/10                   |
| Q                             | [ 28 ]                 |
| The Rolling Stone Album Guide | [ 29 ]                 |
| The Village Voice             | C                      |

Em uma crítica positiva ao The New York Times, Stephen Holden escreveu, "junto com uma inocência romântica atraente, [Houston] projeta a dignidade e a elegância de alguém muito mais maduro". Liam Lacey do The Globe and Mail disse que "os arranjos freqüentemente fazem fronteira com fórmulas, mas baladas como "Saving All My Love for You", "Greatest Love of All," e "Hold Me" são alguns das canções de uma das mais adoráveis cantoras pop em vinil desde os dias de glória de Dionne Warwick". Lacey acrescentou: "Houston tem uma voz sedosa, rica e vibrante que se move entre as bordas de aço, ou se enrola sensualmente ao redor das notas". Los Angeles Times elogiou Houston por sua excelente habilidade vocal, escrevendo: "nem os arranjos freqüentemente apáticos nem o material medíocre deste disco de estréia oculta o fato de que Houston é uma cantora com enorme poder e potencial" em suas resenhas para os lançamentos de 1985.
Don Shewey, da Rolling Stone, descreveu-a como "uma das novas vozes mais empolgantes em anos" e afirmou: "Porque ela tem uma voz tecnicamente polida como a de Patti Austin, sua abordagem interpretativa é o que a diferencia"e "Whitney Houston, obviamente, está indo para o estrelato, e se nada mais, seu álbum é uma prévia emocionante das próximas atrações". Mas ele expressou um pouco de desapontamento com a falta de distinção entre as músicas de soul pop, comentando que "muitas das músicas aqui são tão sem feições que poderiam ser cantadas por qualquer um. Elas fazem o que poderia ter sido uma estréia impressionante parecer meramente promissora". Em seu guia do consumidor para The Village Voice, Robert Christgau elogiou a "voz doce e escultural" de Houston, mas chamou as canções de "chatas" e acreditava que "apenas um dos quatro produtores coloca um zip - Narada Michael Walden, que faz um por um".
Stephen Thomas Erlewine do AllMusic definiu Whitney Houston como "a base da diva-pop" e afirmou que certamente, as baladas como "Greatest Love of All" e "Saving All My Love for You", forneceram "um modelo para divas de outras décadas". No entanto, ele deu notas mais altas para as faixas mais leves como "How Will I Know" e "Thinking About You", comentando que essas faixas "são o que realmente impressiona mais de 20 anos" e "transforma o álbum em um álbum completo, a rara estréia que consegue telegrafar todos os aspectos da carreira de um artista em meras dez canções". Brad Wete, em um artigo para celebrar o 15º aniversário da revista Vibe em setembro de 2008, escreveu "nunca antes uma mulher afro-americana ganhou tal atenção tão cedo em sua carreira. [...] [Houston] teve uma estréia solo explosiva" e comentou "o prodigioso conjunto pop de Whitney [...] era uma porção recente de talento precoce comparado ao buffet R&B de sabor levemente elaborado em 1985". Allison Stewart do The Washington Post afirmou que o álbum "forneceu um modelo para as carreiras de Mariah Carey e outros artistas pop/R&B, e apresentou ao mundo "The Voice", uma oitava-extensão, gravitacional- desafiando a maravilha melismática". No The New Rolling Stone Album Guide (2004), o jornalista de música J. D. Considine deu ao álbum três de cinco estrelas e declarou: "Embora totalmente calculista, Whitney Houston tem seus momentos, particularmente quando Houston se inclina em direção ao R&B, como em 'You Give Good Love'".

### Legado e Influência
O álbum recebeu boa resposta das principais publicações. Três grandes críticos do Los Angeles Times listaram o álbum em sua lista de críticos de fim de ano. O álbum ficou em #79 na lista de Robert Hilburn, #2 na lista de Paul Grein e #5 na lista de Dennis Hunt. Em novembro de 2003, o álbum foi classificado #254 na publicação dos na lista dos 500 melhores álbuns de todos os tempos da revista Rolling Stone, e classificado #46 na lista dos 200 álbuns definitivos do Rock and Roll Hall of Fame. Além disso, ficou em 71º lugar na lista das "100 mulheres que balançam o mundo", da revista Q, em 2002, e ficou em #15 no Yahoo! Music, também figurou na lista dos 30 álbuns mais significativos pela Black Music History em 2010, com os comentários de Brandy sobre o álbum; "O primeiro CD de Whitney Houston foi genial. Esse CD apresentou ao mundo sua voz angelical, mas poderosa. Sem Whitney, muitos dessa geração de cantores não cantariam". Em 2013, o álbum foi introduzido no Hall da Fama do Grammy e garantiu seu sétimo Grammy Award. Em 2018, a Pitchfork colocou o álbum na posição 117 em sua lista revisada dos "200 melhores álbuns da década de 1980".

## Grammy Awards
No 28º Grammy Awards, em 1986, Whitney Houston recebeu quatro indicações - Álbum do Ano, Melhor Performance Vocal Pop, Feminino por "Saving All My Love for You", Best Female R&B Vocal Performance por "You Give Good Love" e Best Rhythm & Blues Song para "You Give Good Love" - e ganhou o primeiro Grammy de Houston, por "Melhor Performance Vocal Pop Feminino". Além disso, o álbum ganhou uma indicação para Gravação do Ano em 1987 por "Greatest Love of All".

### Polêmica sobre artista revelação
A polêmica foi causada no 28º Grammy Awards, em fevereiro de 1986, pela ausência do nome de Whitney na categoria Artista Revelação. Após Clive Davis, então presidente da Arista Records, constatar que Whitney não estava indicada na categoria, enviou uma carta de reclamação a Michael Greene, presidente da Academia Nacional de Artes e Ciências de Gravação (NARAS), e em reposta Greene disse que "Whitney foi banida do círculo de novatos porque ela apareceu como vocalista de dueto em uma música do álbum de Jermaine Jackson, e outra no álbum de Teddy Pendergrass, ambos no ano anterior (1984)". Davis alegou que "Whitney era simplesmente uma vocalista desconhecida fazendo uma participação especial em apenas uma das músicas contidas no álbum dos artistas". Mas Green respondeu a ele: "A regra que desclassificou Whitney é perfeitamente clara. Diz: Um artista não é elegível na categoria de novo artista se o artista tiver crédito de selo ou crédito de álbum."
Davis, em seu comentário na revista Billboard de 18 de janeiro de 1986, apontou a má aplicação do significado literal as regras do conselho de administração, afirmando que "[perfeitamente claro] é frequentemente uma questão de opinião. tornou-se óbvio que essa regra do NARAS havia sido interpretada muito liberalmente no passado". De acordo com sua resenha de cada vencedor e candidato, alguns artistas como Cyndi Lauper, Luther Vandross, Carly Simon, e Crosby, Stills & Nash, já haviam recebido créditos em outros álbuns, ou foram anteriormente conhecidos como membro de outros projetos antes de suas indicações ao Grammy. Ele acrescentou que "é uma injustiça visível que Whitney não receba sua indicação. Quando alguém vem e faz um impacto como o de Whitney, e de acordo às regras do NARAS, às revelações não são revelações".
Apesar da refutação de Davis, o NARAS manteve sua decisão de proibir Whitney de concorrer como melhor nova artista na votação. Green, em um comunicado  oficial, disse que "A determinação de elegibilidade ou inelegibilidade na categoria revelação não é feita caprichosamente ou levada a sério. [...] Se diferenças de opinião surgirem quanto à extensão de identidade que um artista solo pode ter teve com um grupo previamente lançado, nós tomamos um voto e respeitamos a maioria". Green também observou que "as duas gravações em dueto de Houston foram inscritas no processo do Grammy Awards de 1984, para consideração. Isso por si só foi suficiente para torná-la inelegível para melhor nova artista, de acordo com os critérios da academia". Finalmente, o NARAS indicou a-ha, Freddie Jackson, Katrina and the Waves, Julian Lennon e Sade. O prêmio foi para Sade.
Depois de 1986, sempre que a controvérsia envolvendo o Grammy de Artista Revelação surgi, a inelegibilidade de Houston para essa categoria é mencionada. Esses foram os casos com os vencedores anteriores, como Jody Watley, de 1988, e Lauryn Hill, de 1999 , que estabeleceram suas "identidades públicas" através de seus trabalhos com o Shalamar e o Fugees, respectivamente. Richard Marx, também foi considerado inelegível para nomeação como Artista Revelação em 1988, e comentou o fato na revista Orange Coast, dizendo: "[...] Whitney Houston também não foi pela mesma razão. E francamente, eu não tenho muito respeito pelo NARAS, e pelos critérios do Grammy, porque é tão inconsistente. Eles consideraram eu e a Whitney inelegíveis, e mesmo assim eles nomearam Jody Watley, que fez discos com Shalamar".
Em 2000, Geoff Mayfield, da revista Billboard, em sua coluna, criticou o NARAS por sua falta de critérios, comentando que "a Academia Nacional de Artes e Ciências de Gravação precisa reescrever sua definição de [artista revelação], (as diretrizes oficiais dizem que, "para um novo artista, é a primeira gravação que estabelece sua identidade pública"). Ele acrescentou que "Em 1986, Whitney Houston não foi considerada porque, antes do lançamento de seu primeiro álbum, ela havia aparecido em um single de Teddy Pendergrass em 1984. Mas em 1988, Jody Watley, que fazia parte do Shalamar, ganhou o Grammy de artista revelação".

## Singles
"Thinking About You", foi a canção escolhida para apresentar Houston as estações de rádio estadunidenses, foi lançada como single apenas para estações de rádio voltadas para o R&B. Atingindo o número 10 na parada Hot Black Singles, e o número 24 na parada Hot Dance/Disco Club Play. "You Give Good Love" foi lançada como o primeiro single oficial, e chegou no topo da parada de R&B, e surpreendeu a gravadora ao alcançar o número três na parada pop. "All at Once" foi lançada como single apenas para estações de Adult Contemporary, e recebeu um lançamento oficial no Japão e em alguns países europeus em 1986. Houston começou a aparecer constantemente em talk shows e estações de rádio para divulgar as faixas lançadas. 
A balada pop "Saving All My Love for You" lançada em agosto de 1985, tornou-se o primeiro número um de Houston na Billboard Hot 100, e no Reino Unido. Em fevereiro de 1986, "How Will I Know" foi lançada como o terceiro single oficial. Tornou-se outro single número um na Billboard Hot 100, e na Hot Black Singles, respectivamente.  A faixa ganhou um videoclipe colorido e energético, que tinha como objetivo fisgar o público adolescente da MTV. O videoclipe venceu o MTV Video Music Awards de 1986, de "Melhor Vídeo Feminino", e Houston foi indicada a "Melhor Novo Artista em Vídeo". O último single, "Greatest Love of All", se tornou o maior hit do álbum, com uma estadia de três semanas no topo da Hot 100. Como resultado, Whitney Houston tornou-se o álbum de estreia - e o primeiro álbum de uma artista feminina - a gerar três singles número um na Billboard Hot 100.

## Desempenho comercial
Lançado em 14 de fevereiro de 1985, Whitney Houston estreou na Billboard Top Albums Chart na semana de 30 de março de 1985, no número 166. As vendas foram baixas inicialmente, mas com o sucesso do primeiro single' "You Give Good Love", o álbum começou a subir nas paradas e finalmente alcançou o topo na Billboard Top R&B/Hip-Hop Albums (anteriormente "Top Black Albums") em junho, e o top 10 na Billboard 200 (ex-"Top Pop Albums") em agosto de 1985.  Com os sucessivos sucessos nas rádios, e a vitória no Grammy, o álbum liderou a Billboard 200, pela primeira vez, em março de 1986, levando 55 semanas para chegar ao número um, tornando-se a mais lenta subida até o topo da parada, desde que Fleetwood Mac levou 58 semanas para chegar ao topo em 1976, com o segundo álbum da banda.
O Whitney Houston passou 14 semanas não consecutivas no topo da Billboard 200, de março até o final de junho de 1986. Foi o segundo com mais tempo no nº 1 entre os álbuns de estreia da história, atrás de Business as Usual de Men at Work, que teve 15 semanas no topo entre 1982-83. O álbum permaneceu na Billboard 200 por 162 semanas. Ele também passou 46 semanas no top 10, igualando o recorde de Carole King com Tapestry. Mas o recorde foi quebrado na década de 1990, com Forever Your Girl de Paula Abdul, Jagged Little Pill de Alanis Morissette e Falling into You de Celine Dion. Foi o álbum mais vendido de 1986 nos Estados Unidos, e o álbum número 1 do ano nas paradas de fim de ano de 1986 da Billboard, fazendo dela a primeira artista feminina a conquistar esse feito. Ela se tornou também a artista pop número 1 do ano. A RIAA o certificou o álbum como diamante em 16 de março de 1999, e posteriormente 13× platina em 29 de julho de 1999, pelas mais de 13.000.000 cópias vendidas nos Estados Unidos.
O álbum foi bem sucedido em todo o mundo. No Reino Unido, alcançou o segundo lugar na parada de álbuns, passando 119 semanas na parada.  Foi certificado 6× platina pelas vendas de 1.800.000 unidades pela British Phonographic Industry (BPI), tornando-se o quinto álbum mais vendido de 1986. No Canadá, o álbum alcançou o primeiro lugar na parada e permaneceu lá por 17 semanas, se tornando a mais longa estadia de uma artista feminina no país. Em 31 de março de 1987, foi certificado 10× platina pelas vendas de mais de um milhão de cópias, tornando-se o álbum mais vendido de 1986 e, mais tarde,recebeu certificado de diamante, pela Canadian Recording Industry Association (CRIA). Whitney Houston também foi o álbum mais vendido em 1986 na Austrália, ficando em primeiro lugar na parada de álbuns do Kent Music Report por 11 semanas, a mais longa permanência de uma artista feminina na época. Tornou-se a primeira vez que uma artista afro-americana colocou um álbum número 1 na Austrália. No Japão, foi o segundo álbum mais vendido de 1986, por uma artista estrangeiro, com um total de 450.000 unidades, atrás do True Blue da Madonna. Além disso, o álbum alcançou o topo na parada de álbuns na Noruega por dez semanas, na Suécia por seis semanas, e na África do Sul por cinco semanas, o número dois na Alemanha e Suíça, e o número três na Áustria e Nova Zelândia. Em todo o mundo, o Whitney Houston vendeu mais de 25 milhões de cópias, tornando-se um dos álbuns mais vendidos de todos os tempos.
Após a morte de Houston, em fevereiro de 2012, o álbum re-estreou na Billboard 200, no número 72, com 8 mil cópias vendidas.

## Faixas
| Edição Original |                                                            |                                                      |                  |         |  |
| N.º             | Título                                                     | Compositor(es)                                       | Produtor(es)     | Duração |  |
| 1.              | "You Give Good Love"                                       | La La                                                | Kashif           | 4:37    |  |
| 2.              | "Thinking About You"                                       | Kashif La La                                         | Kashif           | 5:24    |  |
| 3.              | "Someone for Me"                                           | Raymond Jones Freddie Washington                     | Jermaine Jackson | 4:58    |  |
| 4.              | "Saving All My Love for You"                               | Gerry Goffin Michael Masser                          | Masser           | 3:58    |  |
| 5.              | "Nobody Loves Me Like You Do" (dueto com Jermaine Jackson) | James P. Dunne Pamela Phillips                       | Jackson          | 3:48    |  |
| 6.              | "How Will I Know"                                          | George Merrill Shannon Rubicam Narada Michael Walden | Walden           | 4:35    |  |
| 7.              | "All at Once"                                              | Jeffrey Osborne Masser                               | Masser           | 4:28    |  |
| 8.              | "Take Good Care of My Heart" (dueto com Jermaine Jackson)  | Peter McCann Steve Dorff                             | Jackson          | 4:15    |  |
| 9.              | "Greatest Love of All"                                     | Linda Creed Masser                                   | Masser           | 4:51    |  |
| 10.             | "Hold Me" (dueto com Teddy Pendergrass)                    | Creed Masser                                         | Masser           | 6:00    |  |
| Duração total:  | Duração total:                                             | Duração total:                                       | Duração total:   | 47:23   |  |

| 25º aniversário edição de luxo (faixas bônus) | |                            |         |  |
| N.º                                           | Título | Produtor(es)               | Duração |  |
| 11.                                           | "Thinking About You" (12" dance remix) | Bruce Forest               | 7:16    |  |
| 12.                                           | "Someone for Me" (12" dance remix) | Alan "The Judge" Coulthard | 7:24    |  |
| 13.                                           | "How Will I Know" (a cappella) | —                          | 3:59    |  |
| 14.                                           | "How Will I Know" (12" dance remix) | John "Jellybean" Benitez   | 6:32    |  |
| 15.                                           | "Greatest Love of All" (ao vivo no Radio City Music Hall em 9 de março de 1990, durante um concerto de gala celebrando o concerto beneficente) |                            | 7:06    |  |

| 25º aniversário edição de luxo (bonus DVD) | |         |  |
| N.º                                        | Título                                                                                                 | Duração |  |
| 1.                                         | "Conversas com Whitney Houston e Clive Davis"                                                          | 9:30    |  |
| 2.                                         | "Home" (ao vivo no The Merv Griffin Show em 23 de junho de 1983)                                       | 4:45    |  |
| 3.                                         | "I Am Changing" (ao vivo da comemoração do 10º aniversário da Arista Records em 1 de dezembro de 1984) | 4:52    |  |
| 4.                                         | "You Give Good Love" (ao vivo do 1º Soul Train Music Awards em 23 de março de 1987)                    | 4:17    |  |
| 5.                                         | "You Give Good Love" (videoclipe promocional)                                                          | 4:07    |  |
| 6.                                         | "Saving All My Love for You" (videoclipe promocional)                                                  | 3:56    |  |
| 7.                                         | "How Will I Know" (videoclipe promocional)                                                             | 4:31    |  |
| 8.                                         | "Greatest Love of All" (videoclipe promocional)                                                        | 4:52    |  |

| Edição Japonesa |                                                            |                                                      |                  |         |  |
| N.º             | Título                                                     | Compositor(es)                                       | Produtor(es)     | Duração |  |
| 1.              | "How Will I Know"                                          | George Merrill Shannon Rubicam Narada Michael Walden | Walden           | 4:35    |  |
| 2.              | "All at Once"                                              | Jeffrey Osborne Masser                               | Masser           | 4:28    |  |
| 3.              | "Take Good Care of My Heart" (dueto com Jermaine Jackson)  | Peter McCann Steve Dorff                             | Jackson          | 4:15    |  |
| 4.              | "Greatest Love of All"                                     | Linda Creed Masser                                   | Masser           | 4:51    |  |
| 5.              | "Hold Me" (dueto com Teddy Pendergrass)                    | Creed Masser                                         | Masser           | 6:00    |  |
| 6.              | "You Give Good Love"                                       | La La                                                | Kashif           | 4:37    |  |
| 7.              | "Thinking About You"                                       | Kashif La La                                         | Kashif           | 5:24    |  |
| 8.              | "Someone for Me"                                           | Raymond Jones Freddie Washington                     | Jermaine Jackson | 4:58    |  |
| 9.              | "Saving All My Love for You"                               | Gerry Goffin Michael Masser                          | Masser           | 3:58    |  |
| 10.             | "Nobody Loves Me Like You Do" (dueto com Jermaine Jackson) | James P. Dunne Pamela Phillips                       | Jackson          | 3:48    |  |
| Duração total:  | Duração total:                                             | Duração total:                                       | Duração total:   | 47:23   |  |

## Ficha técnica
- Whitney Houston - vocal principal
- Jermaine Jackson - dueto de vocais
- Teddy Pendergrass - vocais dueto
- Premik Russell Tubbs - saxofone
- John Barnes - clarinete - teclados
- Robbie Buchanan - teclados
- Randy Kerber - teclados
- Yvonne Lewis - teclados
- Richard Marx - teclados
- Nathan East - baixo
- Freddie Washington - baixo
- Randy Jackson - baixo
- Preston Glass - sintetizador
- Greg Phillinganes - sintetizador
- Ed Greene - bateria
- John "JR" Robinson - bateria
- JT Lewis - bateria
- Steve Rucker - bateria
- Paul Leim - bateria
- Cissy Houston - vocais de fundo
- Julia Tillman Waters - vocais de fundo
- Maxine Willard Waters - vocais de fundo
- Oren Waters - vocais de fundo
- Yogi Lee - vocais de fundo
- Mary Canty - vocais de fundo
- Deborah Thomas - vocais de fundo
- Paul Jackson Jr. - guitarra
- Dann Huff - guitarra
- Tim May - guitarra
- Ira Siegel - violão
- David Williams - violão
- Louie Shelton - guitarra
- Jermaine Jackson - produtor, vocais de fundo
- Michael Masser - produtor
- Clive Davis - produtor executivo
- Michael Barbiero - mixagem, engenheiro
- Michael Mancini - engenheiro
- Michael O'Reilly - engenheiro de mixagem
- Russell Schmitt - engenheiro
- Bill Schnee - mixagem
- Gene Page Jr. - arranjos
- Kashif - arranjos, produtor
- Narada Michael Walden - arranjos, produtor
- Donn Davenport - direção de arte
- Garry Gross - fotógrafo
- Tiagi Lambert - estilista de moda
- Giovanne De Maura - vestido
- Norma Kamali - fato de banho
- Quietfire - maquiagem
- Brenda Gorsky - coordenadora
- Jeffrey Woodly - cabeleireiro

## Desempenho nas tabelas musicais
| Chart (1985–86)                                   | Maior posição |
| ------------------------------------------------- | ------------- |
| África do Sul (RISA)                              | 1             |
| Alemanha (Offizielle Deutsche Charts)             | 2             |
| Austrália (Kent Music Report)                     | 1             |
| Áustria (Ö3 Austria Top 40)                       | 3             |
| Canadá (Canadian Albums Chart)                    | 1             |
| Estados Unidos (Billboard 200)                    | 1             |
| Estados Unidos (Top R&B/Hip Hop Albums)           | 1             |
| França (SNEP)                                     | 13            |
| Finlândia (Suomen virallinen lista)               | 2             |
| Itália (FIMI)                                     | 11            |
| Japão (Oricon)                                    | 2             |
| Japão (LP)                                        | 4             |
| Japão (CT)                                        | 6             |
| Noruega (VG-lista)                                | 1             |
| Nova Zelândia (RMNZ)                              | 3             |
| Reino Unido (UK Albums Chart)                     | 2             |
| Suécia (Sverigetopplistan)                        | 1             |
| Suíça (Schweizer Hitparade)                       | 2             |
| Chart (2012)                                      | Maior posição |
| Áustria (Ö3 Austria)                              | 44            |
| Argentina (CAPIF) ·                               | 14            |
| Estados Unidos (Billboard 200)                    | 9             |
| Estados Unidos (Billboard Top Pop Catalog Albums) | 4             |
| Suíça (Schweizer Hitparade)                       | 71            |
| Reino Unido (UK R&B Albums Chart)                 | 18            |

| Chart (1985)                                      | Posição |
| ------------------------------------------------- | ------- |
| Estados Unidos (Billboard 200)                    | 29      |
| Estados Unidos (Billboard Top R&B/Hip-Hop Albums) | 4       |
| Chart (1986)                                      | Posição |
| Alemanha (Offizielle Top 100)                     | 4       |
| Austrália (Kent Music Report)                     | 1       |
| Áustria (Ö3 Austria)                              | 17      |
| Canadá (RPM)                                      | 1       |
| Estados Unidos (Billboard 200)                    | 1       |
| Estados Unidos (Billboard Top R&B/Hip-Hop Albums) | 1       |
| Japão (Oricon)                                    | 17      |
| Suíça (Schweizer Hitparade)                       | 1       |
| Reino Unido (OCC)                                 | 5       |
| Chart (1987)                                      | Posição |
| Itália (Billboard 200) (FIMI)                     | 43      |
| Estados Unidos (Billboard 200)                    | 22      |
| Chart (2012)                                      | Posição |
| Estados Unidos (Billboard 200)                    | 198     |

| Chart (1980–1989)             | Posição |
| ----------------------------- | ------- |
| Austrália (Kent Music Report) | 5       |

## Vendas e certificações
| Região                                                                                             | Certificação | Vendas      |
| -------------------------------------------------------------------------------------------------- | ------------ | ----------- |
| Alemanha (BVMI)                                                                                    | Platina      | 500,000^    |
| Austrália (ARIA)                                                                                   | 4× Platina   | 280,000^    |
| Áustria (IFPI Áustria)                                                                             | Platina      | 50,000*     |
| Bélgica (BEA)                                                                                      | Ouro         | 25,000*     |
| Canadá (Music Canada)                                                                              | Diamante     | 1,000,000^  |
| Dinamarca (IFPI Dinamarca)                                                                         | Ouro         | 50,000^     |
| Estados Unidos (RIAA)                                                                              | Diamante     | 14,000,000^ |
| França (SNEP)                                                                                      | Ouro         | 100,000*    |
| Finlândia (IFPI Finlândia)                                                                         | Ouro         | 29,109      |
| Hong Kong (IFPI Hong Kong Group)                                                                   | Ouro         | 20,000*     |
| Itália (FIMI)                                                                                      | Platina      | 250,000*    |
| Japão (RIAJ)                                                                                       | Diamante     | 1,000,000^  |
| Noruega (IFPI Noruega)                                                                             | Platina      | 50,000*     |
| Nova Zelândia (RMNZ)                                                                               | 2× Platina   | 30,000^     |
| Países Baixos (NVPI)                                                                               | Platina      | 100,000^    |
| Reino Unido (BPI)                                                                                  | 6× Platina   | 1,800,000   |
| Suécia (GLF)                                                                                       | 2× Platina   | 200,000^    |
| Suíça (IFPI Suíça)                                                                                 | Platina      | 50,000^     |
| *números de vendas baseados somente na certificação ^distribuições baseadas apenas na certificação |              |             |

## Prêmios e Indicações
| Ano  | Premiação                           | Categoria                                | Indicado                     | Resultado |
| ---- | ----------------------------------- | ---------------------------------------- | ---------------------------- | --------- |
| 1986 | Grammy Award                        | Melhor Performance Vocal Feminina Pop    | "Saving All My Love for You" | Venceu    |
| 1986 | Grammy Award                        | Álbum do Ano                             | Whitney Houston              | Indicado  |
| 1986 | Grammy Award                        | Melhor Performance Vocal Feminina de R&B | "You Give Good Love"         | Indicado  |
| 1986 | American Music Awards               | Álbum Favorito de Soul/R&B               | Whitney Houston              | Indicado  |
| 1986 | American Music Awards               | Single Favorito de Soul/R&B              | "You Give Good Love"         | Venceu    |
| 1986 | American Music Awards               | Vídeo Favorito de Soul/R&B               | "Saving All My Love for You" | Venceu    |
| 1986 | MTV Video Music Awards              | Melhor Vídeo Feminino                    | "How Will I Know"            | Venceu    |
| 1986 | MTV Video Music Awards              | Melhor Artista Novo em Vídeo             | "How Will I Know"            | Indicado  |
| 1986 | Billboard The Year in Music & Video | Top Pop Album                            | Whitney Houston              | Venceu    |
| 1986 | Billboard The Year in Music & Video | Top Black Album                          | Whitney Houston              | Venceu    |
| 1987 | Grammy Award                        | Gravação do Ano                          | "Greatest Love of All"       | Venceu    |
| 1987 | American Music Awards               | Álbum Favorito de Pop/Rock               | Whitney Houston              | Venceu    |
| 1987 | American Music Awards               | Álbum Favorito de Soul/R&B               | Whitney Houston              | Venceu    |
| 1987 | American Music Awards               | Vídeo Single Favorito de Soul/R&B        | "Greatest Love of All"       | Venceu    |
| 1987 | Soul Train Music Awards             | Álbum do Ano Feminino                    | Whitney Houston              | Indicado  |
| 1987 | Soul Train Music Awards             | Melhor Single Feminino                   | "Greatest Love of All"       | Indicado  |